# Telsonemasoma microps
Telsonemasoma microps är en mångfotingart som beskrevs av Henrik Enghoff 1979. Telsonemasoma microps ingår i släktet Telsonemasoma och familjen Telsonemasomatidae. Inga underarter finns listade i Catalogue of Life.